# Ricardo Gomes
Ricardo Gomes Raimundo, född den 13 december 1964 i Rio de Janeiro, Brasilien, är en brasiliansk före detta fotbollsspelare. 
Han var mellan 2018 och 2019 tränare för Bordeaux.
Han tog OS-silver i fotbollsturneringen vid de olympiska sommarspelen 1988 i Seoul.